# Фёдоров, Николай Фёдорович
Никола́й Фёдорович Фёдоров (в семье называли Никола́й Па́влович Гага́рин; 26 мая (7 июня) 1829, Ключи, Елатомский уезд, Тамбовская губерния — 15 (28) декабря 1903, Москва) — русский религиозный мыслитель и философ-футуролог, деятель библиотековедения, педагог-новатор. Один из родоначальников русского космизма.
Его именовали «московским Сократом». C уважением и восхищением отзывались о Фёдорове и его воззрениях Л. Н. Толстой, Ф. М. Достоевский, В. С. Соловьёв. Он мечтал воскресить людей, не желая примириться с гибелью даже одного человека. С помощью науки он намеревался собирать рассеянные молекулы и атомы, чтобы «сложить их в тела отцов».
Науке Фёдоров отводил место рядом с искусством и религией в общем деле объединения человечества, включая и умерших, которые должны в будущем воссоединиться с ныне живущими.

## Биография
Родился 26 мая (7 июня) 1829 года в селе Ключи Тамбовской губернии (ныне — Сасовский район, Рязанская область, Россия). Как внебрачный сын князя Павла Ивановича Гагарина (1798—1872) он получил фамилию крёстного отца.
Известно, что у него были ещё старший родной брат Александр (с которым они вместе воспитывались и обучались по 1851 год) и три сестры.
В 1836 году был определён в уездное училище, в 1842 году в Тамбовскую гимназию, после окончания которой в 1849 году, поступил на камеральное отделение Ришельевского лицея в Одессе, где проучился два года, затем был вынужден оставить лицей ввиду смерти дяди Константина Ивановича Гагарина, платившего за обучение.
В 1854 году получил учительский аттестат в Тамбовской гимназии и был определён преподавателем истории и географии в Липецкое уездное училище.
С октября 1858 года преподавал в Боровском училище Тамбовской губернии. Затем он переехал в Богородск Московской губернии и вскоре — в Углич Ярославской, откуда уехал в Одоев, затем — Богородицк Тульской губернии.
С ноября 1866 года по апрель 1869 года Н. Ф. Фёдоров преподавал в Боровском уездном училище. В это время он познакомился с Николаем Павловичем Петерсоном, одним из преподавателей в яснополянской школе Л. Н. Толстого. Из-за знакомства с Петерсоном был арестован по делу Дмитрия Каракозова, но через три недели освобождён.
С июля 1867 года по апрель 1869 года давал частные уроки в Москве, — детям Н. К. Михайловского.
В 1869 году устроился помощником библиотекаря в Чертковской библиотеке, а с 1874 г. в течение 25 лет работал библиотекарем Румянцевского музея, в последние годы жизни — в читальном зале Московского архива Министерства иностранных дел. В Румянцевском музее Фёдоров первым составил систематический каталог книг. Там же после трёх часов дня (время закрытия музея) и по воскресеньям был дискуссионный клуб, который посещали многие выдающиеся современники.
Фёдоров вёл аскетическую жизнь, старался не владеть никаким имуществом, значительную часть жалования раздавал своим «стипендиатам», от прибавок к жалованию отказывался, всегда ходил пешком.
Умер зимой 1903 году от воспаления лёгких в ночлежке для бедных. Похоронен на кладбище Скорбященского монастыря.
Фёдоров отказывался фотографироваться и не позволял писать свой портрет — одно изображение Фёдорова было сделано тайно Леонидом Пастернаком, другое сделано в 1902 году художником Сергеем Коровиным, видимо, заочно.

## Современники о Фёдорове
В 1870-х годах Фёдоров, работая библиотекарем, был знаком с К. Э. Циолковским. Циолковский вспоминал, что его Фёдоров тоже хотел сделать своим «пансионером», называл Фёдорова «изумительным философом». Он познакомился с Николаем Фёдоровым в Чертковской публичной библиотеке в Москве. Циолковский признавал, что Фёдоров заменил ему университетских профессоров.
"Кстати, в Чертковской библиотеке я заметил одного служащего с необыкновенно добрым лицом. Никогда я потом не встречал ничего подобного. Видно, правда, что лицо есть зеркало души. Когда усталые и бесприютные люди засыпали в библиотеке, то он не обращал на это никакого внимания. Другой библиотекарь сейчас же сурово будил.
Он же давал мне запрещённые книги. Потом оказалось, что это известный аскет Федоров — друг Толстого и изумительный философ и скромник. Он раздавал всё свое крохотное жалованье беднякам. Теперь я вижу, что он и меня хотел сделать своим пенсионером, но это ему не удалось: я чересчур дичился.

Потом я ещё узнал, что он был некоторое время учителем в Боровске, где служил много позднее и я. Помню благообразного брюнета, среднего роста, с лысиной, но довольно прилично одетого. Фёдоров был незаконный сын какого-то вельможи и крепостной. По своей скромности он не хотел печатать свои труды, несмотря на полную к тому возможность и уговоры друзей. Получил образование он в лицее. Однажды Л. Толстой сказал ему: «Я оставил бы во всей этой библиотеке лишь несколько десятков книг, а остальные выбросил». Фёдоров ответил: «Видал я много дураков, но такого ещё не видывал». К. Э. Циолковский о Николае Фёдорове
В 1878 году с учением Фёдорова в изложении Петерсона познакомился Ф. М. Достоевский. Достоевский писал о Фёдорове: «Он слишком заинтересовал меня… В сущности совершенно согласен с этими мыслями. Их я прочёл как бы за свои».
В 1880-х и 1890-х годах Вл. Соловьёв регулярно общался с Фёдоровым. Соловьёв писал Фёдорову: «Прочёл я Вашу рукопись с жадностью и наслаждением духа, посвятив этому чтению всю ночь и часть утра, а следующие два дня, субботу и воскресенье, много думал о прочитанном. „Проект“ Ваш я принимаю безусловно и без всяких разговоров… Со времени появления христианства Ваш „проект“ есть первое движение вперёд человеческого духа по пути Христову. Я со своей стороны могу только признать Вас своим учителем и отцом духовным… Будьте здоровы, дорогой учитель и утешитель». Влияние Фёдорова заметно в работе Соловьёва «Об упадке средневекового миросозерцания».
А. Фет также высоко ценил личность и идеи Фёдорова.
В это же время регулярно общался с Фёдоровым и Л. Н. Толстой. Толстой говорил: «Я горжусь, что живу в одно время с подобным человеком».
Лев Толстой познакомился с Фёдоровым осенью 1878 года в Румянцевском музее, но более тесное общение последовало с октября 1881 года. По предложению Фёдорова Толстой передал свои рукописи на хранение в Румянцевский музей. Но позже разрыв между двумя мыслителями стал неизбежным в связи с антиклерикальными мотивами в творчестве Толстого. Также Фёдоров считал Толстого непатриотичным.
Окончательный разрыв произошёл в 1892 году, когда Толстой передал корреспонденту английской газеты «Daily Telegraph» резкую статью «Почему голодают русские крестьяне?», обвинившую царскую администрацию в тяжёлом положении крестьян. С тех пор Фёдоров отказался встречаться с Толстым.

## Интеллектуальное и культурное наследие

### Философские идеи
Фёдоров заложил основы мировоззрения, способного открыть новые пути для понимания места и роли человека во Вселенной. В отличие от многих, кто пытался построить универсальное планетарное и космическое мировоззрение, опираясь на восточные религии и оккультные представления о мире, Фёдоров считал себя глубоко верующим христианином. Он полагал, что средневековое мировоззрение несостоятельно после Коперниканского переворота, открывшего человеку космическую перспективу. Но главное, по мнению Фёдорова, в учении Христа — весть о грядущем телесном воскрешении, победе над «последним врагом», то есть смертью, — он сохранил неколебимо, выдвинув мысль о том, что эта победа свершится при участии творческих усилий и труда объединившегося в братскую семью Человечества.
Фёдоров в конце XIX века уже предвидел то, что во второй половине XX стали называть «экологическими глобальными проблемами» и «экологическим мышлением». Он выдвинул идею о превращении регулярной армии из орудия смерти и разрушения в орудие противостояния разрушительным стихиям природы — смерчам, ураганам, засухам, наводнениям — которые сегодня приносят каждый год миллиардный ущерб человечеству. Сегодняшняя наука уже в принципе способна дать средства для борьбы с этими стихиями, и главным фактором, от которого зависит решение этих проблем, является разобщённость человечества, дефицит разума и доброй воли. Однако, в соответствии с христианским мировоззрением, наличие стихийных бедствий свидетельствует не о разобщённости человечества, а о повреждённости человеческой природы, явившейся следствием грехопадения.
Н. Ф. Фёдорова называют философом памяти, отечествоведения. В его сочинениях немало страниц посвящено истории и культуре, как русской, так и мировой. Он неоднократно высказывался по вопросам изучения и сохранения культурного наследия прошлого, много сделал для развития краеведения в дореволюционной России, выступал за преодоление исторического беспамятства, розни поколений.
Н. Ф. Фёдоров был верующим человеком, участвовал в литургической жизни Церкви. В основе его жизненной позиции лежала заповедь преп. Сергия Радонежского: «Взирая на единство Святой Троицы, побеждать ненавистное разделение мира сего». В работах Фёдорова Святая Троица упоминается множество раз, именно в Троице он усматривал корень грядущего бессмертия человека. 
Фёдоров активно интересовался современным ему изобразительным искусством. Он посвятил статью «Гениальный разбойник» последнему полотну Николая Ге «Распятие». В ней он писал, что Ге дошёл «до последних, доступных живописи пределов отрицания христианства». По его мнению, в основе изображения лежит не Евангелие Христово, а завет Льва Толстого. Художник запечатлел момент, когда Христос даёт заповедь непротивления злу насилием. При этом, Фёдоров пишет, что Иисус здесь предстаёт не столько Христом, сколько Антихристом. С точки зрения Фёдорова, ещё хуже изображен Разбойник: «Это даже не человек; это — зверь, причём выражение зверства в нём доведено до такого совершенства, что для другого разбойника нельзя уже было придумать ничего худшего и он оставлен вне картины». В Евангелии «гениальный разбойник признал Спасителя людей в Распятом», «страждущем и поруганном». Философ даже противопоставляет Разбойника апостолу Петру, который не захотел уверовать в такого Христа.
В социальном и психологическом плане образ Троицы был для него антитезой как западному индивидуализму, так и восточному «растворению личности во всеобщем». В его жизни и трудах явлен синтез религии и науки. Религиозный публицист и философ В. Н. Ильин называл Николая Фёдорова великим святым своего времени и сравнивал его с Серафимом Саровским.

### Фёдоров и библиотечное дело
Библиотеки занимали в философии Фёдорова особое место. Фёдоров писал об огромном значении библиотек и музеев как очагов духовного наследия, центров собирания, исследования и просвещения, нравственного воспитания. В библиотеках происходит общение с великими предками и они должны стать центром общественной жизни, аналогом храмов, местом, где люди приобщаются к культуре и науке.
Фёдоров пропагандировал идеи международного книгообмена, использования в библиотеках книг из частных коллекций, организации при библиотеках выставочных отделов. При этом он выступал против системы авторского права, так как она очевидно противоречит нуждам библиотек.
Разработанная Н. Ф. Фёдоровым концепция музейно-библиотечного образования стала основой педагогических программ Международного общества «Экополис и культура».

### Развитие идей Фёдорова в науке, искусстве и религии
С «Философии общего дела» Н. Ф. Фёдорова начинается глубоко своеобразное философское и научное направление общечеловеческого знания: русский космизм, активно-эволюционная, ноосферная мысль, представленная в XX веке именами таких крупных учёных и философов, как миколог Н. А. Наумов, В. И. Вернадский, А. Л. Чижевский, В. С. Соловьёв, Н. А. Бердяев, С. Н. Булгаков, П. А. Флоренский и другие. Обращая внимание на факт направления эволюции к порождению разума, сознания, космисты выдвигают идею активной эволюции, то есть необходимости нового сознательного этапа развития мира, когда человечество направляет его в ту сторону, в какую диктует ему разум и нравственное чувство, берет, так сказать, штурвал эволюции в свои руки. Человек для эволюционных мыслителей — существо ещё промежуточное, находящееся в процессе роста, далеко не совершенное, но вместе сознательно-творческое, призванное преобразить не только внешний мир, но и собственную природу. Речь по существу идет о расширении прав сознательно-духовных сил, об управлении материи духом, об одухотворении мира и человека. Космическая экспансия — одна из частей этой грандиозной программы. Космисты сумели соединить заботу о большом целом — Земле, биосфере, космосе с глубочайшими запросами высшей ценности — конкретного человека. Важное место здесь занимают вопросы, связанные с преодолением болезни и смерти и достижением бессмертия.
Общепланетарное мировоззрение, выдвинутое Н. Ф. Фёдоровым и русскими философами-космистами, ныне называют «мировоззрением третьего тысячелетия». Мысль о человеке как существе сознательно-творческом, как агенте эволюции, ответственном за все живое на планете, идея земли как «общего дома» важна в современную эпоху, когда как никогда остро перед человечеством встают вопросы об отношении к природе, её ресурсам, к самому несовершенному смертному естеству человека, рождающему зло индивидуальное и социальное. Философы-космисты предложили свой творческий вариант экологии, позволяющий эффективно решать глобальные проблемы современности. Выдвинутая в этом течении идея плодотворного диалога наций и культур, каждая из которых вносит свой вклад в «строительство ноосферы» — действенное средство воспитания в духе межнационального согласия, противостояния шовинизму, соперничеству «национальных эгоизмов». Идея преемственности, памяти, связи с духовным наследием прошлого, получившая новое этическое обоснование в философии Н. Ф. Фёдорова, актуальна и в наши дни. Важны размышления мыслителей-космистов о необходимости нравственной ориентации всех сфер человеческого знания и творчества, о космизации науки, о примирении и союзе веры и знания в общем деле сохранения и умножения жизни на Земле.
Фёдоров может с полным правом считаться предтечей и пророком ноосферного мировоззрения, основы которого заложены в трудах В. И. Вернадского и П. Тейяра де Шардена. Возникшее в конце XX века движение «трансгуманизма» также считает Фёдорова своим предтечей. При этом трансгуманизм призывает к бесконечному совершенствованию человека с помощью технических достижений, а Федоров считал технику временной, побочной ветвью развития цивилизации. Он полагал, что «силы человека должны быть направлены в другую сторону — к улучшению и преображению самого себя».
«Философия общего дела» нашла отклик в творчестве многих писателей, поэтов, художников XX века, таких как В. Брюсов и В. Маяковский, Н. Клюев и В. Хлебников, М. Горький и М. Пришвин, А. Платонов и Б. Пастернак, В. Чекрыгин и П. Филонов. Их творчество затронула глубина этических требований Фёдорова, своеобразие его эстетики, идеи регуляции природы, преодоления смерти, долга перед прошедшими поколениями. Не случайно писал о мыслителе А. Л. Волынский: «Фёдоров — единственное, необъяснимое и ни с чем не сравнимое явление в умственной жизни человечества… Рождением и жизнью Фёдорова оправдано тысячелетнее существование России. Теперь ни у кого на земном шаре не повернется язык упрекнуть нас, что мы не бросили векам ни мысли плодовитой, ни гением начатого труда…».

### Связь с космонавтикой
Мысль Циолковского: «Земля — колыбель человечества, но не вечно же жить в колыбели!» явно вдохновлена идеями Н. Ф. Фёдорова. Именно он впервые заявил о том, что перед восстановленным во всей полноте человечеством лежит путь к освоению всего космического пространства, в котором человек играет важнейшую роль носителя Разума, является той силой, которая противостоит разрушению и тепловой смерти Вселенной, которая неизбежно наступит, если человек откажется от своей роли проводника Божественных Энергий в тварный мир.
Идеи Фёдорова и позже вдохновляли создателей русской космонавтики. Поскольку Николай Фёдоров был незаконным сыном князя Гагарина, существует мнение, что имена Юрия Гагарина и Николая Фёдорова стоят рядом в истории космонавтики.

## Наследие

### 1920-е годы
В разгар Гражданской войны образовалась группа биокосмистов-имморталистов (откололась от анархистов-универсалистов). Группа отрицала смерть как логически-абсурдную, этически-нетерпимую и эстетически-уродливую и выступала за галактическое освобождение от государства, призывая к немедленному установлению космических коммуникаций. При этом выдвигались два основных требования: свобода передвижения в космическом пространстве и право на вечную жизнь.
В 1921 году последователь Фёдорова поэт Александр Святогор составил манифест биокосмизма, в котором дал два определения смерти: телесной и духовной («смерть при жизни»). Святогор также развил идею Фёдорова о превращении Земли в гигантский межзвездный космический корабль.

### Современность
В конце XX века в России интерес к творчеству и идеям Фёдорова снова возрос. В Москве в конце 80-х годов было создано Общество им. Н. Ф. Фёдорова. В Музее-читальне им. Н. Ф. Фёдорова регулярно работает научно-философский семинар, где идеи Фёдорова обсуждают физики и биологи, философы и литературоведы, политики и бизнесмены. В 1988 году в г. Боровске, где в одной и той же школе с интервалом в 30 лет работали Н. Ф. Фёдоров и К. Э. Циолковский, были проведены Первые Всесоюзные Фёдоровские чтения. Традиция Фёдоровских чтений стала регулярной, а в 2003 году был проведён Международный Конгресс в Белграде «Космизм и русская литература. К 100-летию со дня смерти Н. Ф. Фёдорова». На фёдоровскую критику индивидуализма опирается В. Е. Лепский, обосновывая необходимость общественного участия в саморазвивающихся полисубъектных средах.
В современной массовой культуре идеи Фёдорова получили известность благодаря научно-фантастическим произведениям, таким, как трилогия Ханну Райаниеми «Квантовый вор» и роман Игоря Мирецкого «Архивариус».

## Память
23 октября 2009 года в городе Боровск Калужской области открыт первый в России памятник Николаю Фёдоровичу Фёдорову.
В 2020 году имя Фёдорова присвоено библиотеке №180 города Москвы.
В 2022 году учреждена общественная награда — медаль имени Н. Ф. Фёдорова.

## Сочинения
- «Amor fati» или «Odium fati»?
- Авторское право и авторская обязанность, или долг
- Агатодицея Соловьёва и теодицея Лейбница (отрывок)
- Аксиомы Канта, как основы его критики
- Бессмертие, как привилегия сверхчеловеков (По поводу статьи B. C. Соловьёва о Лермонтове)
- Бесчисленные невольные возвраты или единый, сознательный и добровольный возврат?
- Блудный сын философии
- Бульварная апология смерти
- чем заключается всеобщий категорический императив?
- В чём свобода?
- Вариант статьи «Иго Канта»
- Властолюбие или отцелюбие?
- Возможно ли братство? При каких условиях оно возможно и что для этого нужно?
- Гаман и «Просвещение» XVIII века
- Где начало истории?
- Два исторических типа мировоззрения
- Две противоположности

и другие

### Публикации сочинений
- Фёдоров Н. Ф. Сочинения. — М.: Мысль, 1982.— 709 с.
- Фёдоров Н. Ф. Собрание сочинений: в 4-х тт. Ред. И. И. Блауберг, художник В. К. Кузнецов. Составление, комментарии и научная подготовка текста А. Г. Гачевой при участии С. Г. Семёновой. М.: Прогресс-Традиция, Evidentis, 1995—2004. ISBN 5-01-004036-0, ISBN 5-01-004037-9, ISBN 5-01-004081-6, ISBN 5-89493-003-0, ISBN 5-94610-031-9.

## Комментарии
1. ↑  Год рождения 1828-й, указываемый В. Зеньковским [11] опровергается свидетельством о крещении Николая Фёдорова [12]
2. ↑  Сын князя И.А.Гагарина
3. ↑  
В возрасте 10 лет Циолковский перенес скарлатину, после чего остался практически глухим. Его не принимали в гимназию, и он три года учился самостоятельно в румянцевской библиотеке под руководством Фёдорова. Юноша заинтересовался идеей колонизации космоса, способной, по мнению его наставника Фёдорова, освободить человечество. В дальнейшем идеи Фёдорова через труды Циолковского  повлияли на конструктора первых советских ракет С.П. Королёва[15].